# Chuyskaya Dolina
Chuyskaya Dolina är en dal i Kazakstan. Den ligger i den sydöstra delen av landet, 1 000 km söder om huvudstaden Astana.